# Meistriliiga 2015
La Meistriliiga 2015 (conocida como A. Le Coq Premium liiga 2015 por razones de patrocinio) es la 25.a temporada de la Primera División de Estonia. La temporada comenzó el 6 de marzo de 2015 y terminó el 7 de noviembre de 2015. El club campeón fue el Flora que consiguió su 10° título de liga, cortando una sequía de tres años.

## Sistema de competición
Los diez equipos participantes jugaron entre sí todos contra todos cuatro veces totalizando 36 partidos cada uno, al término de la fecha 36 el primer clasificado obtuvo un cupo para la primera ronda de la Liga de Campeones 2016-17, mientras que el segundo y tercer clasificado obtuvieron un cupo para la primera ronda de la Liga Europea 2016-17; por otro lado el último clasificado descendió a la Esiliiga 2016, el penúltimo jugará el Play-offs de relegación ante el subcampeón de la Esiliiga 2015.
Un tercer cupo para la primera ronda de la Liga Europea 2016-17 fue asignado al campeón de la Copa de Estonia.

## Equipos participantes
| Club                | Ciudad   | Estadio                | Capacidad |
| ------------------- | -------- | ---------------------- | --------- |
| Flora               | Tallinn  | A. Le Coq Arena        | 9.692     |
| Infonet             | Tallinn  | Sportland Arena        | 800       |
| Levadia Tallinn     | Tallinn  | Kadriorg Stadium       | 5.000     |
| Narva Trans         | Narva    | Kreenholm Stadium      | 1.065     |
| Nõmme Kalju         | Tallinn  | Kadriorg Stadium       | 5.000     |
| Paide Linnameeskond | Paide    | Paide Linnastaadion    | 368       |
| Pärnu Linnameeskond | Pärnu    | Pärnu Kalevi Staadion  | 1.900     |
| Sillamäe            | Sillamäe | Sillamäe Kalev Stadium | 2.000     |
| Tulevik             | Viljandi | Viljandi linnastaadion | 2.500     |
| Tammeka             | Tartu    | Tamme Stadium          | 1.750     |

### Ascensos y descensos
Los clubes ascendidos de la Esiliiga 2014 fueron 2 en total.
| Pos. | Ascendidos de Esiliiga 2014 |
| ---- | --------------------------- |
| 1    | Pärnu Linnameeskond         |
| 2    | Tulevik                     |

| Pos. | Descendido de Meistriliiga 2014 |
| ---- | ------------------------------- |
| 9    | Lokomotiv                       |
| 10   | Tallima                         |

## Tabla de posiciones
| Pos. | Equipo              | Pts. | PJ | G  | E  | P  | GF | GC | Dif. | Clasificación 2016–17                 |
| ---- | ------------------- | ---- | -- | -- | -- | -- | -- | -- | ---- | ------------------------------------- |
| 1    | Flora (C)           | 84   | 36 | 27 | 3  | 6  | 72 | 24 | +48  | Primera ronda de la Liga de Campeones |
| 2    | Levadia Tallinn     | 76   | 36 | 22 | 10 | 4  | 78 | 32 | +46  | Primera ronda de la Liga Europea      |
| 3    | Nõmme Kalju         | 71   | 36 | 22 | 5  | 9  | 69 | 36 | +33  | Primera ronda de la Liga Europea      |
| 4    | Infonet             | 62   | 36 | 17 | 11 | 8  | 50 | 32 | +18  | Primera ronda de la Liga Europea      |
| 5    | Sillamäe            | 59   | 36 | 17 | 8  | 11 | 63 | 43 | +20  |                                       |
| 6    | Narva Trans         | 49   | 36 | 14 | 7  | 15 | 50 | 46 | +4   |                                       |
| 7    | Paide Linnameeskond | 33   | 36 | 9  | 6  | 21 | 50 | 73 | −23  |                                       |
| 8    | Pärnu Linnameeskond | 26   | 36 | 6  | 8  | 22 | 38 | 87 | −49  |                                       |
| 9    | Tammeka (O)         | 25   | 36 | 7  | 4  | 25 | 39 | 96 | −57  | Promoción por la permanencia          |
| 10   | Tulevik             | 22   | 36 | 6  | 4  | 26 | 35 | 75 | −40  | Descenso a Esiliiga                   |

Actualizado a los partidos jugados el 7 de noviembre de 2015.
 Fuente: Soccerway
Notas:
1. ↑  Tras ganar la Copa de Estonia, el Flora obtiene una plaza para participar en la Liga Europa 2016-17 pero, al encontrarse este equipo clasificado a través de su posición de Liga para disputar la Liga de Campeones, la plaza obtenida a través de la Copa recae sobre el cuarto clasificado.

## Tabla de resultados cruzados
| Local \ Visitante   | FLO | INF | LEV | NAR | NOM | PAI | PAR | SIL | TAM | TUL |
| ------------------- | --- | --- | --- | --- | --- | --- | --- | --- | --- | --- |
| Flora               | —   | 1–0 | 0–1 | 0–1 | 0–2 | 2–1 | 3–1 | 1–0 | 7–0 | 3–0 |
| Infonet             | 0–2 | —   | 1–2 | 3–0 | 1–0 | 2–3 | 2–0 | 1–0 | 2–2 | 2–0 |
| Levadia Tallinn     | 1–1 | 0–0 | —   | 1–1 | 0–2 | 2–1 | 3–0 | 2–0 | 2–1 | 2–0 |
| Narva Trans         | 0–1 | 0–0 | 1–3 | —   | 2–0 | 0–0 | 5–2 | 1–2 | 6–0 | 2–0 |
| Nõmme Kalju         | 2–0 | 1–0 | 1–2 | 4–1 | —   | 2–1 | 1–0 | 0–2 | 3–0 | 6–2 |
| Paide Linnameeskond | 0–2 | 2–4 | 1–5 | 1–0 | 0–3 | —   | 4–1 | 1–1 | 2–3 | 0–3 |
| Pärnu Linnameeskond | 1–2 | 0–2 | 2–2 | 0–1 | 0–3 | 2–2 | —   | 1–6 | 4–2 | 2–1 |
| Sillamäe            | 1–2 | 0–0 | 3–3 | 1–0 | 2–3 | 4–1 | 0–0 | —   | 4–0 | 2–1 |
| Tammeka             | 1–3 | 1–2 | 2–3 | 3–1 | 1–2 | 3–2 | 1–0 | 0–5 | —   | 1–1 |
| Tulevik             | 0–4 | 0–0 | 0–4 | 1–1 | 1–0 | 2–0 | 5–2 | 0–2 | 3–1 | —   |

| Local \ Visitante   | FLO | INF | LEV | NAR | NOM | PAI | PAR | SIL | TAM | TUL |
| ------------------- | --- | --- | --- | --- | --- | --- | --- | --- | --- | --- |
| Flora               | —   | 0–0 | 1–1 | 2–3 | 1–0 | 1–0 | 4–0 | 3–1 | 2–1 | 4–1 |
| Infonet             | 0–1 | —   | 2–2 | 3–0 | 2–2 | 1–0 | 1–1 | 3–1 | 4–2 | 2–1 |
| Levadia Tallinn     | 0–2 | 5–0 | —   | 0–1 | 1–2 | 5–1 | 0–0 | 2–1 | 1–0 | 2–0 |
| Narva Trans         | 1–3 | 0–1 | 0–1 | —   | 0–2 | 2–0 | 5–0 | 0–0 | 4–2 | 2–0 |
| Nõmme Kalju         | 0–2 | 1–1 | 0–0 | 1–1 | —   | 1–0 | 4–3 | 2–1 | 1–0 | 4–0 |
| Paide Linnameeskond | 2–1 | 0–2 | 2–4 | 1–2 | 5–4 | —   | 3–3 | 1–1 | 4–0 | 4–1 |
| Pärnu Linnameeskond | 1–5 | 0–4 | 0–5 | 2–2 | 2–1 | 0–1 | —   | 1–2 | 0–1 | 1–0 |
| Sillamäe            | 0–1 | 1–0 | 2–2 | 2–0 | 0–4 | 1–0 | 3–3 | —   | 4–1 | 2–1 |
| Tammeka             | 1–4 | 1–1 | 1–6 | 2–1 | 0–2 | 1–1 | 0–1 | 1–4 | —   | 1–0 |
| Tulevik             | 0–1 | 0–1 | 0–3 | 2–3 | 2–2 | 2–3 | 1–2 | 1–2 | 3–2 | —   |

## Playoffs de relegación
Lo disputaron el noveno clasificado ante el segundo clasificado de la Esiliiga 2015.
| Equipo 1 | Agr. | Equipo 2 | Ida | Vuelta |
| -------- | ---- | -------- | --- | ------ |
| Tammeka  | 4–2  | Tallina  | 4–1 | 0–1    |

## Goleadores
| Pos. | Jugador              | Club                | Goles |
| ---- | -------------------- | ------------------- | ----- |
| 1    | Ingemar Teever       | Levadia             | 24    |
| 2    | Yaroslav Kvasov      | Sillamäe            | 19    |
| 3    | Vjatšeslav Zahovaiko | Paide Linnameeskond | 17    |
| 4    | Ats Purje            | Nõmme Kalju         | 16    |
| 4    | Rauno Sappinen       | Flora               | 16    |
| 6    | Vitālijs Ziļs        | Narva Trans         | 13    |
| 7    | Vladislavs Kozlovs   | Infonet             | 12    |
| 8    | Taavi Laurits        | Paide Linnameeskond | 11    |
| 8    | Siim Luts            | Levadia             | 11    |
| 8    | Tarmo Neemelo\|      | Nõmme Kalju         | 11    |